# Programul Discovery

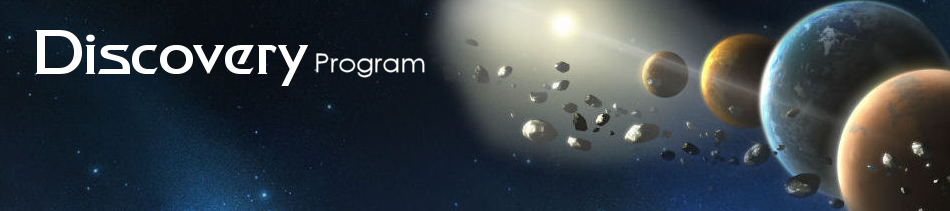
Antetul site-ului programului Discovery (ianuarie 2016).

Programul Discovery al NASA grupează o serie de misiuni spațiale cu costuri reduse (în comparație cu programele New Frontiers sau Flagship) destinate explorării Sistemului Solar. A fost fondat în 1992 pentru a pune în aplicare viziunea administratorului NASA Daniel Goldin despre misiunile planetare "mai rapide, mai bune și mai ieftine". Misiunile Discovery diferă de misiunile NASA tradiționale în care țintele și obiectivele sunt pre-specificate. În schimb, aceste misiuni cu costuri reduse sunt propuse și conduse de un om de știință numit Investigator Principal (PI).
Echipa de propuneri poate include oameni din industrie, afaceri mici, laboratoare guvernamentale și universități. Propunerile sunt selectate printr-un proces de evaluare reciprocă. Toate misiunile Discovery completate sunt inovative și contribuie semnificativ la cunoașterea Sistemului Solar.
De asemenea, NASA acceptă propuneri pentru selectarea competitivă a programului Discovery Missions of Opportunity. Acest lucru oferă oportunități de a participa la misiuni non-NASA prin furnizarea de fonduri pentru un instrument științific sau componente hardware ale unui instrument științific sau pentru un scop nou al unei nave existente NASA. Aceste oportunități sunt oferite în prezent prin programul NASA Stand Alone Mission of Opportunity.
În iunie 2021, cele mai recent selectate misiuni Discovery au fost VERITAS și DAVINCI+, a cincisprezecea și a șaisprezecea misiune din program.

## Misiuni

### Misiuni autonome
| №  | Nume | Obiective                                            | Dată lansare       | Rachetă                   | Greutate la lansare | Prima probă științifică | Status                    | Investigator principal        | Cost milioane USD |
| -- | --- | ---------------------------------------------------- | ------------------ | ------------------------- | ------------------- | ----------------------- | ------------------------- | ----------------------------- | ----------------- |
| 1  | NEAR Shoemaker | 433 Eros (lander), 253 Mathilde                      | 17 februarie 1996  | Delta II 7925-8           | 800 kg              | iunie 1997              | Finalizat în 2001         | Andrew Cheng (APL)            | 224 (2000)        |
| 1  | Near Earth Asteroid Rendezvous – Shoemaker (numit după Eugene Shoemaker) a efectuat un survol al 253 Mathilde la 27 iunie 1997 și un survol al Terrei în 1998. A zburat la 433 Eros în 1998, apoi a avut o a doua apropiere când a intrat pe orbită în jurul Eros la 14 februarie 2000. După un an de observații orbitale, nava spațiale a fost aterizată pe asteroid în februarie 2001 și, în mod surprinzător, a continuat să funcționeze cu succes coborând ușor cu sub 2 m/s, devenind prima probă care aterizează ușor pe un asteroid. Sonda a continuat să emită semnale până la 28 februarie 2001, iar încercarea finală de a comunica cu nava spațiale a fost la 10 decembrie 2002. |                                                      |                    |                           |                     |                         |                           |                               |                   |
| 2  | Mars Pathfinder | Mars (rover)                                         | 4 decembrie 1996   | Delta II 7925             | 264 kg              | 4 iulie 1997            | Finalizat în 1998         | Joseph Boyce (JPL)            | 265 (1998)        |
| 2  | A fost lansat la o lună de la Mars Global Surveyor. După ce a intrat în atmosfera marțiană, capsula hipersonică a desfășurat un sistem complex de aterizare, incluzând o parașută și un airbag pentru a lovi suprafața cu 14 m/s. Landerul a trimis roverul Sojourner (10,5 kg) la suprafață la 4 iulie 1997, la Ares Vallis de pe Marte, devenind astfel primul rover care funcționa în afara sistemului Pământ-Lună. A purtat o serie de instrumente științifice pentru a analiza atmosfera marțiană, clima, geologia și compoziția rocilor și a solului. Acesta a finalizat misiunea sa primară și extinsă, iar după mai mult de 80 de zile, ultimul semnal a fost trimis la 27 septembrie 1997. Misiunea a fost încheiată la 10 martie 1998. |                                                      |                    |                           |                     |                         |                           |                               |                   |
| 3  | Lunar Prospector | Luna                                                 | 7 ianuarie 1998    | Athena II [Star-3700S]    | 296 kg              | 16 ianuarie 1998        | Finalizat în 1999         | Alan Binder (LRI)             | 63 (1998)         |
| 3  | Un orbitor al Lunii pentru a caracteriza mineralogia lunară, inclusiv depozitele de gheață polară și măsurătorile câmpurilor magnetice. După realizările preliminare, a realizat orbita lunară primară la 16 ianuarie. Misiunea primară pe această orbită a durat un an, până la 28 ianuarie 1999, urmată de o misiune extinsă pe o jumătate de an pe o orbită mai joasă pentru o rezoluție mai mare. La data de 31 iulie 1999 s-a prăbușit în mod deliberat în craterul lunar Shoemaker, de lângă polul sud al Lunii, în speranța că va produce un șir de vapori de apă care ar putea fi observați de pe Pământ. |                                                      |                    |                           |                     |                         |                           |                               |                   |
| 4  | Stardust | 81P/Wild (probă colectată), 5535 Annefrank, Tempel 1 | 7 februarie 1999   | Delta II 7426-9.5         | 391 kg              | 2 noiembrie 2002        | Finalizat în 2011         | Donald Brownlee (UW)          | 200 (2011)        |
| 4  | Misiunea de a colecta praf interstelar si particule de praf din nucleul cometei 81P/Wild care urma să fie studiat pe Pământ. A făcut un survol al Pământului și apoi al asteroidului 5535 Annefrank în noiembrie 2002. În drum spre cometă, a colectat material cometar, particule de gaz și praf emise de cometă, dar și material interplanetar. Colectarea materialului interplanetar s-a produs între 2000 și 2002. Stardust a ajuns la cometă la 2 ianuarie 2004. A trecut la 237 km departare de nucleu cu o viteză de 21.960 km/h. La 15 ianuarie 2006, Stardust s-a desprins de capsula cu prețiosul material care a revenit pe Pământ. Această capsulă este expusă la Muzeul Aerului și Spațiului din Washington DC. În 2014 oamenii de știință au anunțat identificarea unor posibile particole de praf interstelar. Nava spațială Stardust a evitat reintrarea în atmosfera Terrei și a fost refolosită și trimisă spre cometa Tempel 1, la care a ajuns la 15 februarie 2011. Stardust a făcut o ardere finală pentru a-și epuiza combustibilul rămas la 24 martie 2011. |                                                      |                    |                           |                     |                         |                           |                               |                   |
| 5  | Genesis | Vânt solar (collect at Sun–Earth L1)                 | 8 august 2001      | Delta II 7326             | 494 kg              | 3 decembrie 2001        | Finalizat în 2004         | Donald Burnett (Caltech)      | 209M (2004)       |
| 5  | Misiunea de a colecta particule de vânt solar urmând să fie analizat pe Pământ. După ce a ajuns pe orbita L1 la 16 noiembrie 2001, a colectat vânt solar timp de 850 de zile între 2001-2004. A părăsit orbita și a început întoarcerea spre Pământ la 22 aprilie 2004, însă la 8 septembrie 2004, parașuta capsulei nu a reușit să se desfășoare și capsula s-a prăbușit în deșertul Utah. Totuși, probele de vânt solar au fost salvate și sunt disponibile pentru studiu. În ciuda aterizării grele, Genesis a îndeplint toate obiectivele științifice de bază. |                                                      |                    |                           |                     |                         |                           |                               |                   |
| 6  | CONTOUR | Encke, Schwassmann-Wachmann-3                        | 3 iulie 2002       | Delta II 7425 [Star-30BP] | 398 kg              | —                       | Dezintegrată după lansare | Joseph Veverka (Cornell)      | 154 (1997)        |
| 6  | Comet Nucleus Tour a fost o misiune eșuată de a vizita și de a studia comete. La 15 august 2002, după o manevră planificată, care era destinată să o propulseze de pe orbita Pământului în orbita solară care urmărea cometa, nava a fost pierdută. Ancheta ulterioară a arătat că nava s-a rupt în cel puțin trei bucăți, cauza fiind explozia motorului survenită în momentele de maximă solicitare, când stația urma să părăsească orbita Pământului. |                                                      |                    |                           |                     |                         |                           |                               |                   |
| 7  | MESSENGER | Mercur, Venus                                        | 3 august 2004      | Delta II 7925H-9.5        | 1.108 kg            | august 2005             | Finalizat în 2015         | Sean Solomon (APL)            | 450 (2015)        |
| 7  | Mercury Surface, Space Environment, Geochemistry and Ranging a efectuat primul studiu orbital al planetei Mercur. Obiectivele sale științifice au fost să ofere primele imagini ale întregii planete și să colecteze informații detaliate despre compoziția și structura crustei Mercur, istoria sa geologică, natura atmosferei sale subțiri și a magnetosferei active, precum și despre compoziția materialelor nucleului. A fost cea de-a doua navă spațială care a survolat Mercur, după Mariner 10 în 1975. După un survol al Pământui, două al planetei Venus și trei al planetei Mercur, a intrat pe orbita lui Mercur la 18 martie 2011. Misiunea principală a început la 4 aprilie 2011 și a durat până la 17 martie 2012. A obținut cartografierea 100% a lui Mercur la 6 martie 2013 și a finalizat prima sa misiune extinsă la 17 martie 2013. La 30 aprilie 2015 s-a prăbușit pe suprafața lui Mercur. |                                                      |                    |                           |                     |                         |                           |                               |                   |
| 8  | Deep Impact | Tempel 1 (impactor), 103P/Hartley                    | 12 ianuarie 2005   | Delta II 7925             | 650 kg              | 25 aprilie 2005         | Finalizat în 2013         | Michael A'Hearn (UMD)         | 330 (2005)        |
| 8  | Deep Impact a ajuns la cometa Tempel 1 la 3 iulie 2005 și a lansat un proiectil de 350 kg în calea cometei. Impactul a avut loc la 4 iulie 2005, eliberând un echivalent energetic de 4,7 tone de TNT. Ciocnirea proiectilului a fost observată cu mai multe observatoare din spațiu. În 2007, misiunea navei spațiale Stardust NExT a determinat că diametrul craterului rezultat este de 150 de metri. După finalizarea cu succes a misiunii sale, a fost pus în hibernare și apoi reactivat pentru o nouă misiune. La 4 noiembrie 2010 a efectuat un survol al cometei Hartley 2. În 2012, a efectuat observații pe distanțe lungi ale cometei Garradd C/2009 P1, iar în 2013 al cometei ISON. Contactul a fost pierdut în august 2013. |                                                      |                    |                           |                     |                         |                           |                               |                   |
| 9  | Dawn | 4 Vesta, Ceres                                       | 27 septembrie 2007 | Delta II 7925H            | 1.218 kg            | 3 mai 2011              | Finalizat în 2018         | Christopher T. Russell (UCLA) | 472 (2015)        |
| 9  | Dawn este prima sondă spațială care orbitează două corpuri extraterestre, cele două obiecte masive ale centurii de asteroizi: protoplaneta Vesta și planeta pitică Ceres. După ce a survolar Marte în 2009, a intrat pe orbită în jurul Vesta la 16 iulie 2011. A intrat pe cea mai joasă orbită Vesta la data de 8 decembrie 2011 și, după o misiune de aproximativ un an, a părăsit orbita la 5 septembrie 2012. A intrat pe orbita lui Ceres la 6 martie 2015 devenind astfel prima sondă spațială care vizitează o planetă pitică. În iunie 2016 a fost aprobată o misiune extinsă pentru Dawn. La 19 octombrie 2017, NASA a anunțat că misiunea va fi prelungită până când combustibilul ei se termină, posibil, în a doua jumătate a anului 2018. A fost retrasă la 1 noiembrie 2018 și se află într-o orbită necontrolată în jurul planetei pitice Ceres. |                                                      |                    |                           |                     |                         |                           |                               |                   |
| 10 | Kepler | descoperirea exoplanetelor                           | 7 martie 2009      | Delta II 7925-10L         | 1.052 kg            | 12 mai 2009             | Finalizat în 2018         | William Borucki (NASA Ames)   | 640 (2009)        |
| 10 | Un observator spațial, numit după Johannes Kepler pe o orbită heliocentrică, orientată spre Pământ, având ca misiune să exploreze structura și diversitatea sistemelor exoplanetă, cu un accent deosebit pe detectarea planetelor de dimensiunea Pământului în orbită în jurul stelelor din afara sistemului nostru solar. Primele sale descoperiri au fost anunțate în ianuarie 2010. Planificată inițial pentru 3 ani și jumătate, a fost funcțională timp de peste 9 ani și jumătate. Până la retragerea sa în octombrie 2018, Kepler a observat 530.506 stele și a detectat 2.662 de planete. |                                                      |                    |                           |                     |                         |                           |                               |                   |
| 11 | GRAIL | Lună                                                 | 10 septembrie 2011 | Delta II 7920H-10C        | 307 kg              | 7 martie 2012           | Finalizat în 2012         | Maria Zuber (MIT)             | 496 (2011)        |
| 11 | Gravity Recovery and Interior Laboratory a cartografiat în detaliu câmpul gravitațional al Lunii pentru a determina structura sa interioară. Cele două sonde spațiale GRAIL A (Ebb) și GRAIL B (Flow) au fost separate imediat după lansare și au intrat pe orbite lunare la 31 decembrie 2011 și, respectiv, 1 ianuarie 2012. Faza științifică primară a fost realizată în mai 2012. După faza de misiune extinsă, cele două sonde spațiale s-au prăbușit pe Lună la 17 decembrie 2012. |                                                      |                    |                           |                     |                         |                           |                               |                   |
| 12 | InSight | Marte (lander)                                       | 5 mai 2018         | Atlas V (401)             | 721 kg              | noiembrie 2018          | Finalizat în 2022         | W. Bruce Banerdt (JPL)        | 830 (2016)        |
| 12 | Interior Exploration using Seismic Investigations, Geodesy and Heat Transport este un lander de 358 kg care refolosește tehnologie de la Phoenix Mars Lander. Se intenționează studierea structurii și a compoziției interioare a planetei Marte și înțelegerea avansată a formării și evoluției planetelor terestre. Lansarea sa a fost amânată între 2016 și mai 2018. Landerul a aterizat cu succes la 26 noiembrie 2018, într-un loc situat la aproximativ 600 km de roverul Curiosity. |                                                      |                    |                           |                     |                         |                           |                               |                   |
| 13 | Lucy | troienii lui Jupiter                                 | 16 octombrie 2021  | Atlas V 401               | 1.550 kg            | 2025                    | Operațional               | Harold F. Levison (SwRI)      | 450+ 148          |
| 13 | Lucy este o sondă spațială care va studia mai mulți asteroizi troieni ai lui Jupiter. Numită după homininul Lucy, va face turul a șase asteroizi troieni pentru a înțelege mai bine formarea și evoluția Sistemului Solar. A fost lansată în octombrie 2021. Lucy va survola Pământul de două ori înainte de a ajunge la norul troian L4 al lui Jupiter în 2027 pentru a vizita 3548 Eurybates (cu satelitul său), 15094 Polymele, 11351 Leucus și 21900 Orus. După un survol al Pământului, Lucy va ajunge la norul troian L5 (trasee din spatele lui Jupiter) pentru a vizita binarul 617 Patroclus-Menoetius în 2033. De asemenea, va zbura pe lângă asteroidul interior din centura principală 52246 Donaldjohanson în 2025. |                                                      |                    |                           |                     |                         |                           |                               |                   |
| 14 | Psyche | 16 Psyche                                            | 13 octombrie 2023  | Falcon Heavy              | 2.608 kg            | 2029                    | În drum                   | Lindy Elkins-Tanton (ASU)     | 450+ 117          |
| 14 | Psyche este un orbitator care va călători și va studia asteroidul 16 Psyche, cel mai masiv asteroid metalic din centura de asteroizi, despre care se crede că ar fi nucleul de fier expus al unei protoplanete. Lansat la 13 octombrie 2023, acesta transportă un aparat de imagistică, un magnetometru și un spectrometru de raze gamma. |                                                      |                    |                           |                     |                         |                           |                               |                   |
| 15 | DAVINCI+ | Venus                                                | 2029               |                           |                     |                         | În dezvoltare             |                               | 500               |
| 15 | Deep Atmosphere Venus Investigation of Noble Gases, Chemistry, Imaging, Plus este o sondă atmosferică care va studia compoziția chimică a atmosferei lui Venus în timpul coborârii. Aceste măsurători sunt importante pentru înțelegerea originii atmosferei venusiane, a modului în care a evoluat și a modului în care și de ce este diferită de Pământ și Marte. Măsurătorile lui DAVINCI+ vor dezvălui istoria apei de pe Venus și procesele chimice care interacționează în atmosfera inferioară neexplorată. Înainte de a ajunge la suprafață, sonda DAVINCI+ va face primele fotografii ale terenului crestat al planetei pentru a-i explora originea și istoria tectonică, vulcanică și meteorologică. Lansarea este planificată pentru 2029. |                                                      |                    |                           |                     |                         |                           |                               |                   |
| 16 | VERITAS | Venus                                                | 2031               |                           |                     |                         | În dezvoltare             |                               | 500               |
| 16 | Venus Emissivity, Radio Science, InSAR, Topography Spectroscopy este o misiune de orbitare care va cartografia suprafața lui Venus cu rezoluție înaltă. O combinație de topografie, spectroscopie în infraroșu apropiat și măsurători de imagini radar vor oferi cunoștințe despre istoria tectonică și a craterelor de pe Venus, gravitația, geochimia, activitatea vulcanică și procesele mantalei. Lansarea este planificată pentru 2031. |                                                      |                    |                           |                     |                         |                           |                               |                   |

## Procesul de selecție

### Discovery 1 și 2

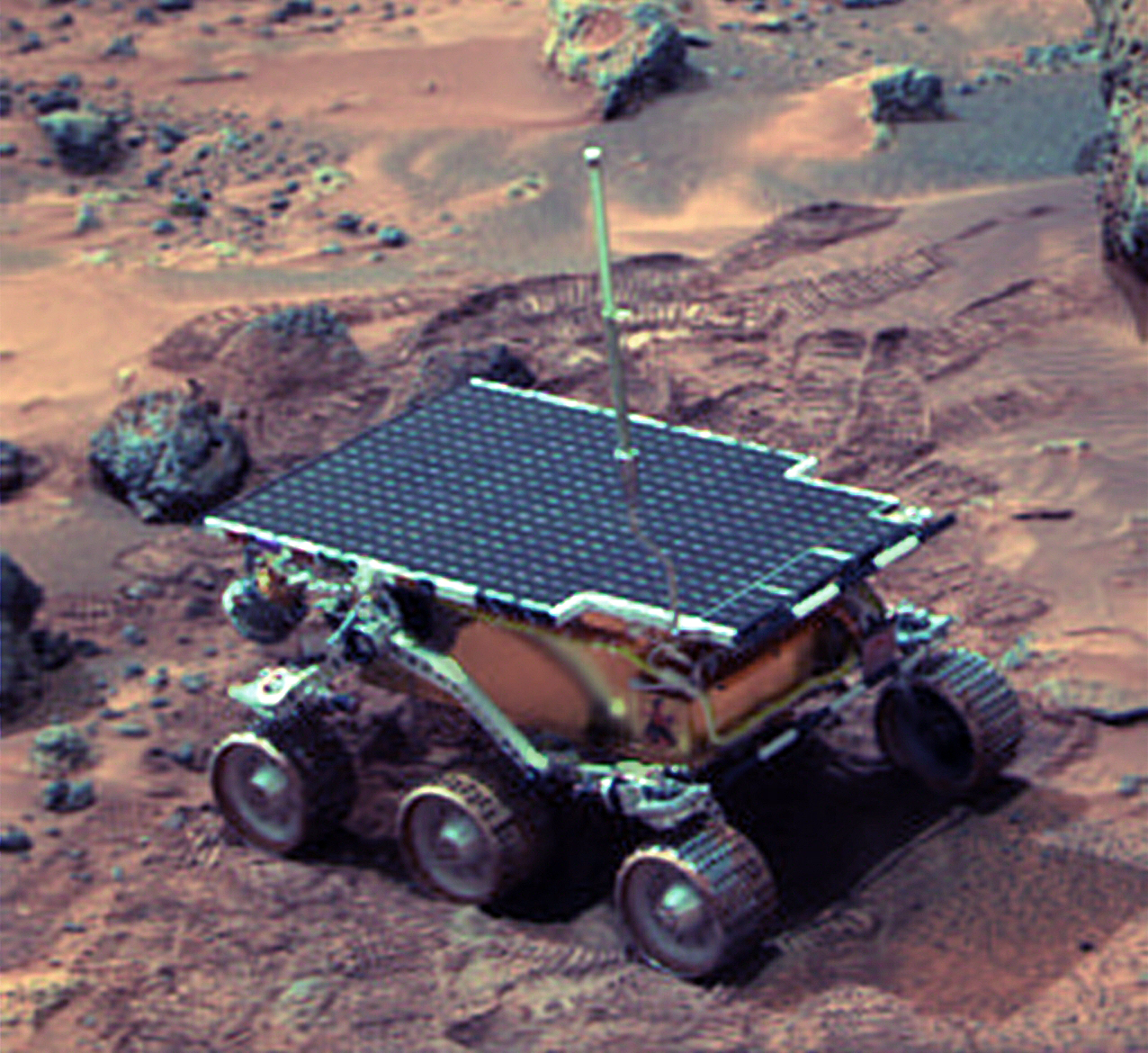
Mini-roverul Sojourner al misiunii Mars Pathfinder

Primele două misiuni Discovery au fost Near Earth Asteroid Rendezvous (NEAR) (denumită mai târziu Shoemaker NEAR) și Mars Pathfinder. Aceste misiuni inițiale nu au urmat același proces de selecție care a început odată ce programul a fost în curs de desfășurare. Misiunile ulterioare vor fi selectate printr-un proces mai secvențial care implică Anunțurile de oportunitate.
În cazul NEAR, un grup de lucru pentru program a recomandat ca prima misiune să fie la un asteroid din aproapierea  Pământului. O serie de propuneri limitate la misiunile spre asteroizi din apropierea Pământului au fost revizuite în 1991. Misiunea aleasă a fost selectată în mod oficial în decembrie 1993, după care urma o perioadă de doi ani de dezvoltare, până la lansare. NEAR a fost lansat la 15 februarie 1996 și a ajuns pe orbita asteroidului Eros la 14 februarie 2000. Mars Pathfinder a fost lansată la 4 decembrie 1996 și a aterizat pe Marte la 4 iulie 1997, ducând cu ea primul rover al NASA Mars, Sojourner.

### Discovery 3 și 4

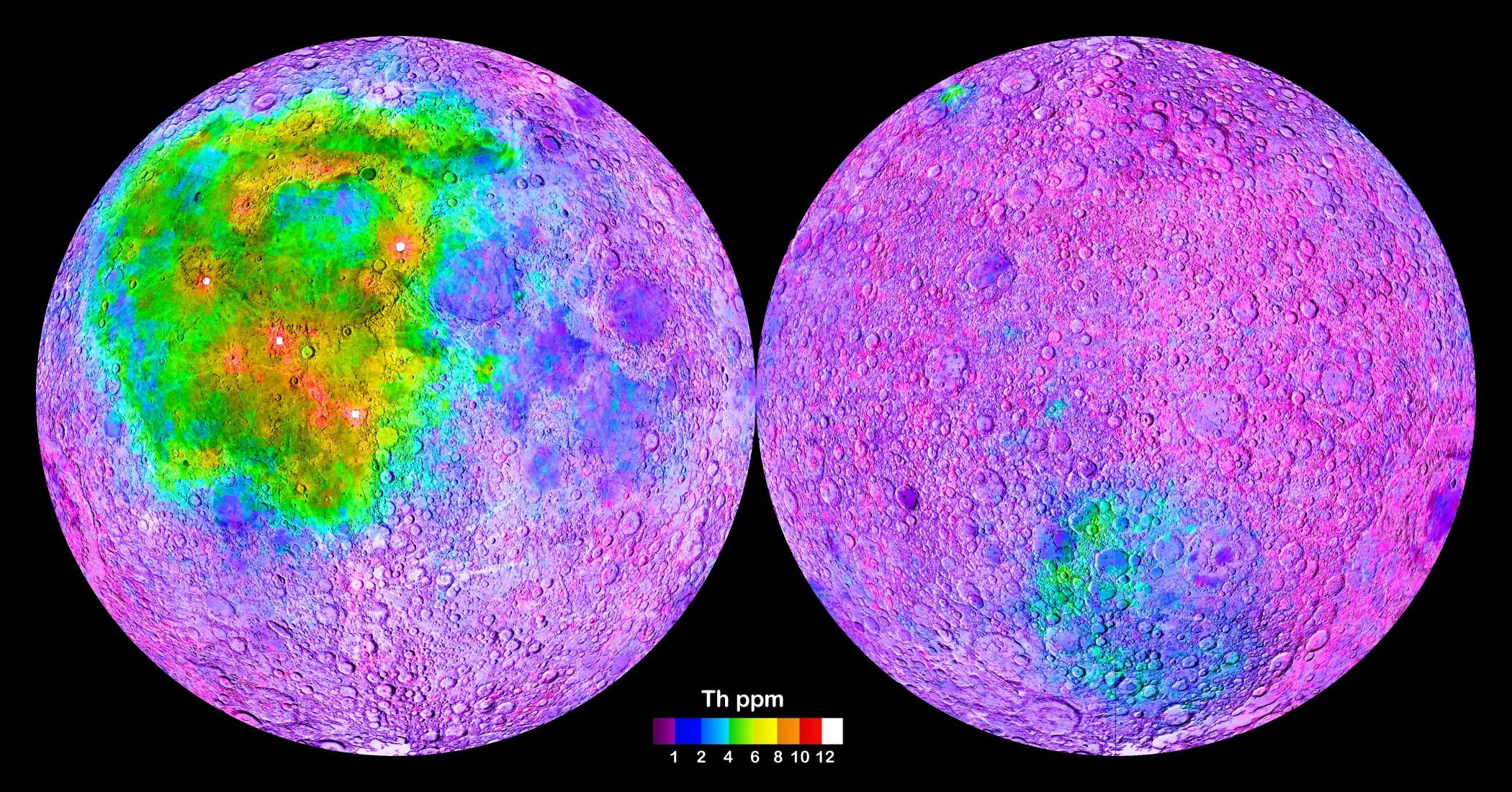
Concentrațiile de toriu pe Lună, așa cum sunt cartografiate de Lunar Prospector

În august 1994, NASA a făcut un Anunț de Oportunitate pentru următoarele misiuni Discovery propuse. În octombrie 1994 au fost depuse 28 de propuneri către NASA.
În februarie 1995, Lunar Prospector, o misiune pe orbita lunară, a fost selectată pentru lansare. Trei alte misiuni au fost finaliste, urmând o nouă selecție de-a lungul anului 1995 pentru cea de-a patra misiune Discovery:  Stardust, Suess-Urey și Venus Multiprobe. Stardust, o misiune de colectare probe de pe o cometă, a fost selectată în noiembrie 1995.

### Discovery 5 și 6
În octombrie 1997, NASA a selectat Genesis și CONTOUR drept următoarele misiuni Discovery, din 34 de propuneri care au fost prezentate în decembrie 1996.
Cei cinci finaliști au fost:
- Aladdin (colectarea de probe de pe satelitul lui Marte)
- Comet Nucleus Tour (CONTOUR)
- Genesis (colectarea de probe de vânt solar)
- Mercury Surface, Space Environment, Geochemistry and Ranging mission (MESSENGER)
- Venus Environmental Satellite (VESAT)

### Discovery 7 și 8

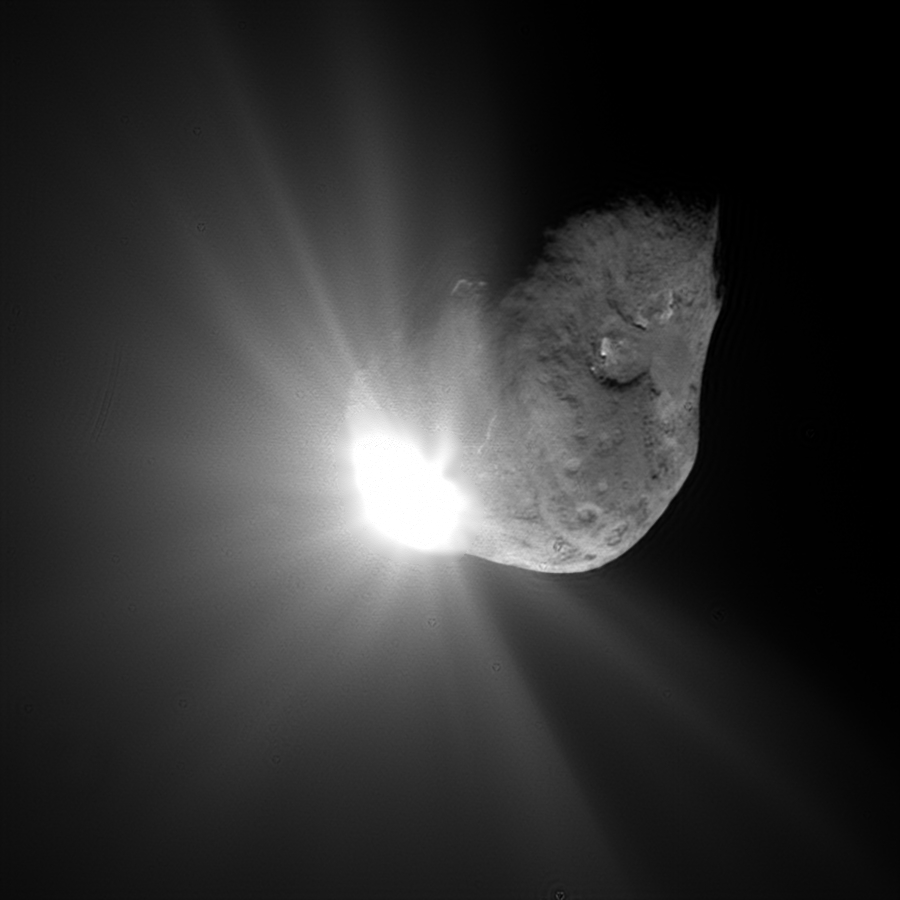
Deep Impact a impactat nucleul unei comete

În iulie 1999, NASA a selectat MESSENGER și Deep Impact ca următoarele misiuni ale programului Discovery. MESSENGER a fost prima care a orbitat Mercur de la Mariner 10. Ambele misiuni vizau lansarea la sfârșitul anului 2004, iar costul a fost limitat la aproximativ 300 milioane USD fiecare.
În 1998, cinci finaliști au fost selectați pentru a primi 375.000 USD în scopul maturizării conceptului de design. Cele cinci propuneri au fost selectate din aproximativ 30 cu scopul de a obține cele mai bune observații științifice. Misiunile respective au fost:
- Aladdin
- Deep Impact
- MESSENGER
- INSIDE Jupiter
- Vesper

Aladdin și MESSENGER au fost de asemenea finaliste în selecția 1997.

### Discovery 9 și 10

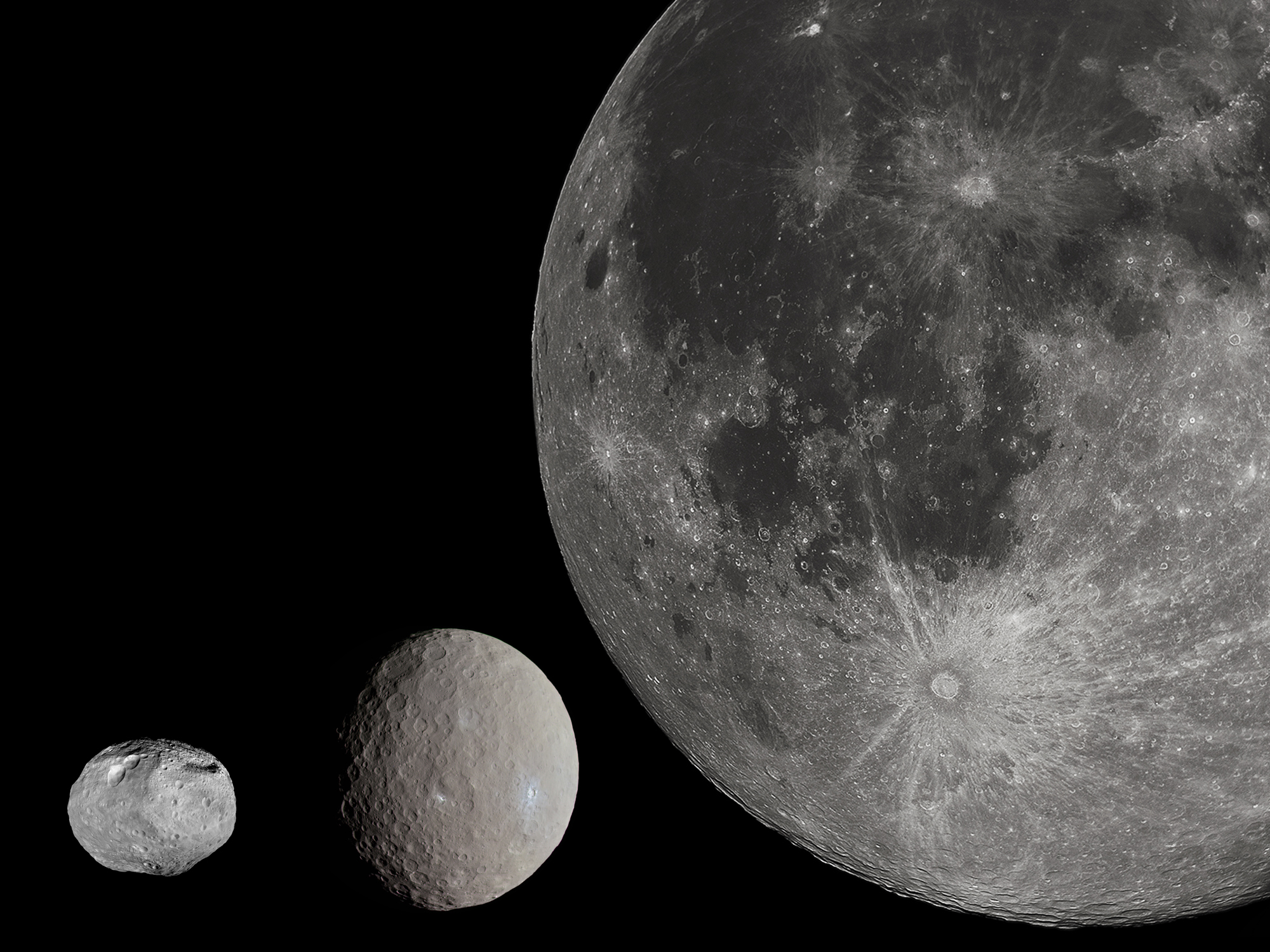
Scara comparației: Vesta, Ceres și Luna

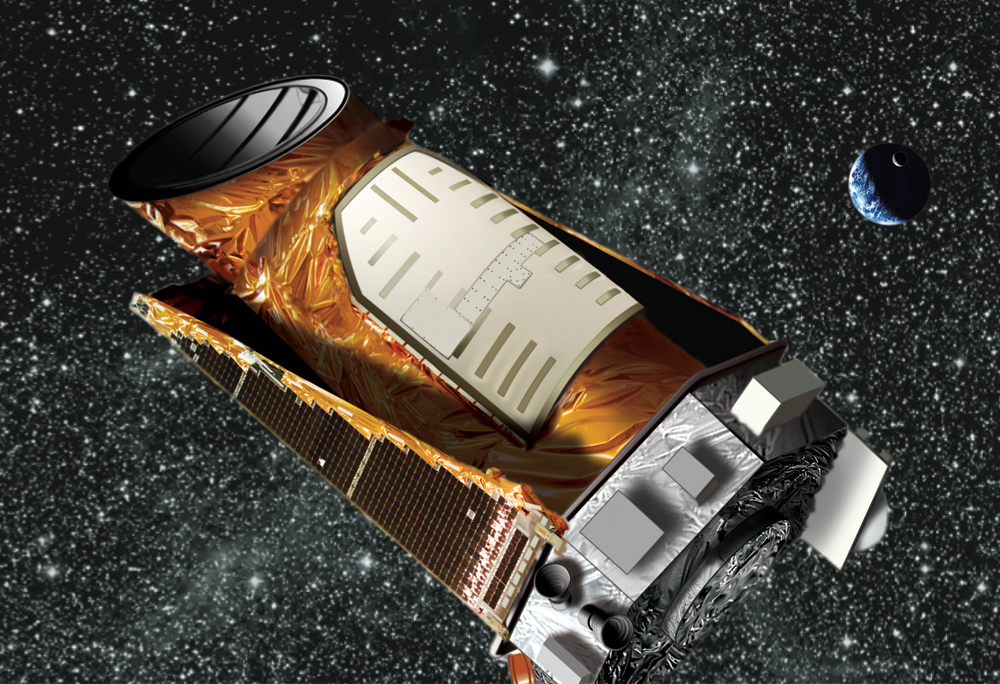
Sonda spațială Kepler, impresie artistică

Au fost depuse 26 de propuneri la solicitarea Discovery 2000, cu un buget inițial de 300 de milioane USD. Trei candidați au fost selectați în ianuarie 2001 pentru un studiu de proiectare de fază A: Dawn, telescopul spațial Kepler și INSIDE Jupiter. INSIDE Jupiter era similară cu o misiune din Programul New Frontiers  numită Juno; Dawn era o misiune pentru asteroizii Vesta și Ceres, iar Kepler era telescop spațial menit să descopere planete extrasolare. Cei trei finaliști au primit 450.000 de dolari SUA pentru a-și maturiza conceptul de misiune.
În decembrie 2001, Kepler și Dawn au fost selectați pentru zbor. Până în acel moment fuseseră detectate doar 80 de exoplanete, iar misiunea Kepler urma să caute cât mai multe exoplanete, în special de dimensiunea Pământului. Atât Kepler, cât și Dawn au fost inițial programate pentru lansare în 2006.
Programul Discovery a intrat într-o perioadă dificilă, câteva misiuni au depășit costurile, iar misiunea CONTOUR se confruntă cu o eroare a motorului pe orbită. Lansările pentru Dawn și Kepler au fost amânate pentru 2007 și respectiv 2009. Kepler urma să primească mai multe extensii de misiune, iar Dawn va orbita cu succes atât Vesta, cât și Ceres. Totuși, selecția programului de noi misiuni a încetinit. Dat fiind că succesele noilor misiuni au sporit imaginea programului Discovery, dificultățile au început să dispară. De asemenea, numărul de misiuni active în dezvoltare sau active a început să crească odată cu creșterea programului.

### Discovery 11
Anunțul de oportunitate pentru această misiune Discovery a fost lansat în aprilie 2006. Au fost trei finaliști pentru această selecție Discovery, inclusiv GRAIL (câștigătorul), OSIRIS și VESPER. OSIRIS era foarte asemănătoare cu misiunea OSIRIS-REx, o misiune de colectare probe de pe asteroidul 101955 Bennu, iar VESPER o misiune de orbitare a planetei Venus. Cei trei finaliști au fost anunțați în octombrie 2006 și premiați cu 1,2 milioane dolari pentru a-și dezvolta în continuare propunerile pentru runda finală.
În noiembrie 2007, NASA a selectat misiunea GRAIL ca următoarea misiune Discovery, având ca obiectiv carografierea gravitației lunare și lansarea în 2011. Au existat alte 23 de propuneri care au fost de asemenea luate în considerare.  Misiunea avea un buget de 375 milioane USD pe an, care includeau construcția și lansarea.

### Discovery 12

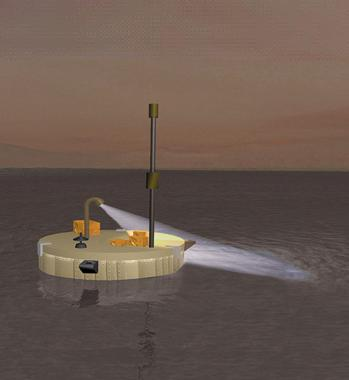
Impresie artistică despre propunerea TiME pentru Titan, satelitul lui Saturn.

Aceasta a fost o selecție deosebit de dificilă: venind după aterizarea cu succes a unui rover și încheierea programului Mars Scout (programul părinte al  Phoenix și MAVEN), aceasta a însemnat că propunerile către Planeta Roșie foarte populară au concurat cu destinații mai obscure. În 2010 au fost primite 28 de propuneri: 3 erau pentru Lună, 4 pentru Marte, 7 pentru Venus, 1 pentru Jupiter, 1 pentru un asteroizii troieni Jupiter, 2 pentru Saturn, 7 pentru asteroizi și 3 pentru comete. Din cele 28 de propuneri, trei finaliști au primit 3 milioane USD în mai 2011 pentru a elabora un studiu detaliat al conceptului:
- InSight, un lander pentru Marte.
- Titan Mare Explorer (TiME), un lander de lac pentru Titan, satelit al planetei Saturn, care are lacuri de metan lichid
- Comet Hopper (CHopper) pentru a studia evoluția cometară prin aterizarea pe o cometă de mai multe ori și observarea schimbărilor sale pe măsură ce interacționează cu Soarele.

În august 2012, InSight a fost selectat pentru dezvoltare și lansare. Misiunea a fost lansată în mai 2018 și a aterizat cu succes pe Marte la 26 noiembrie 2018.

### Discovery 13 și 14

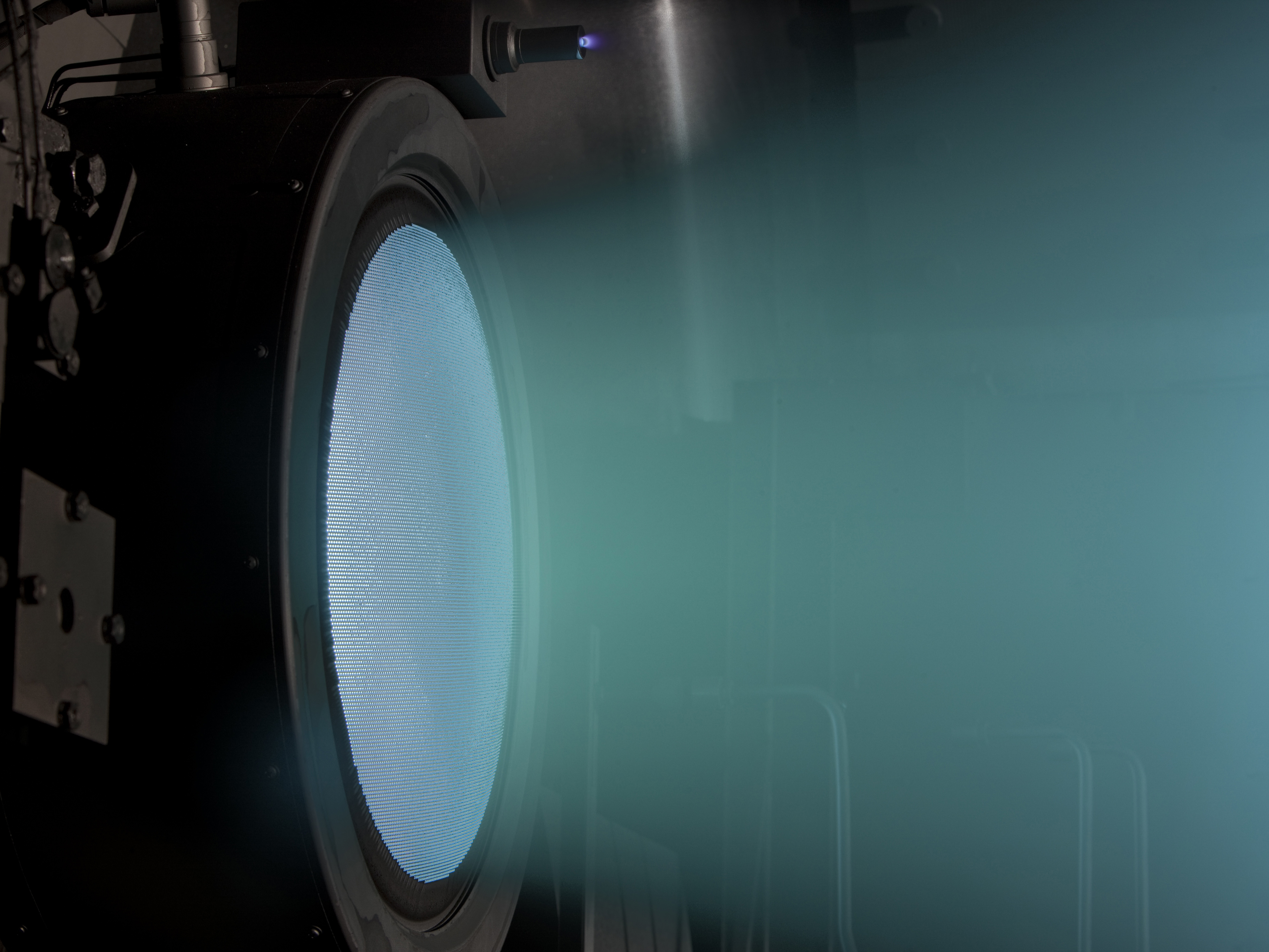
NASA a făcut disponibilă o tehnologie de propulsie ionică pentru propuneri pentru a treisprezecea misiune a programului Discovery.

În februarie 2014, NASA a relansat programul Discovery pentru lansări cu data de 31 decembrie 2021. La 30 septembrie 2015, NASA a selectat cinci finaliști, fiecare primind 3 milioane de dolari pentru un an de studiu și rafinament de concept.
- DAVINCI
- VERITAS
- NEOCam
- Lucy
- Psyche

La 4 ianuarie 2017,  Lucy și Psyche au fost selectate pentru cea de-a 13-a și, respectiv, a 14-a misiune Discovery și au fost lansate la 16 octombrie 2021 și, respectiv, 13 octombrie 2023. Lucy va zbura pe lângă cinci troieni ai lui Jupiter, asteroizi care împart orbita lui Jupiter în jurul Soarelui, orbitând fie în fața, fie în spatele planetei. Psyche va explora originea nucleelor planetare prin orbitarea și studierea asteroidului metalic 16 Psyche.

### Discovery 15 și 16
La 22 decembrie 2018, NASA a publicat un proiect al Anunțului de oportunitate pentru Discovery 2019, care a subliniat intenția de a selecta până la două misiuni cu date de pregătire pentru lansare de la 1 iulie 2025 – 31 decembrie 2026 și/sau 1 iulie 2028 – 31 decembrie 2029, ca Discovery 15 și, respectiv, 16. Anunțul de oportunitate final a fost publicat la 1 aprilie 2019, iar propunerile au fost acceptate între această dată și 1 iulie 2019.
Finaliștii, anunțați la 13 februarie 2020, au fost:
- DAVINCI (Deep Atmosphere Venus Investigation of Noble gases, Chemistry, and Imaging), o sondă atmosferică Venus.[81]
- Io Volcano Observer, un orbitator către Jupiter care să efectueze cel puțin nouă survoluri ale satelitului lui Jupiter Io, care este activ din punct de vedere vulcanic.[82]
- Trident, o sondă care va efectua un survol al planetei Neptun și al lunii sale Triton.[83]
- VERITAS (Venus Emissivity, Radio Science, InSAR, Topography, and Spectroscopy), un orbitator al lui Venus pentru a cartografia cu rezoluție înaltă suprafața planetei.[84]

La 2 iunie 2021, Bill Nelson, administratorul NASA, a anunțat că cele două misiuni Venus, VERITAS și DAVINCI, au fost selectate pentru dezvoltare. Cele două misiuni vor fi lansate între 2029 și 2031.

## Rezumat
Programul Discovery a dezvoltat nave spațiale pentru a vizita asteroizi, comete, Marte, Mercur și Luna. Au existat două misiuni de reîntoarcere cu probe colectate, una pentru probe colectate de pe o cometă, alta cu probe de vânt solar (care a detectat și praf interstelar), și un observator dedicat căutării de exoplanete.

### Impresii artistice
| Programul Discovery | Programul Discovery  | Programul Discovery   | Programul Discovery | Programul Discovery | Programul Discovery |
| ------------------- | -------------------- | --------------------- | ------------------- | ------------------- | ------------------- |
|                     |                      |                       |                     |                     |                     |
| NEAR Shoemaker 1996 | Mars Pathfinder 1996 | Lunar Prospector 1998 | Stardust 1999       | Genesis 2001        | CONTOUR 2002        |
|                     |                      |                       |                     |                     |                     |
| MESSENGER 2004      | Deep Impact 2005     | Dawn 2007             | Kepler 2009         | GRAIL 2011          | InSight 2018        |
|                     |                      |                       |                     |                     |                     |
| Lucy 2021           | Psyche 2023          | DAVINCI 2029          | VERITAS 2031        |                     |                     |

### Însemnele misiunilor
Această secțiune include însemnele misiunilor Discovery și anul de lansare.
| Programul Discovery | Programul Discovery  | Programul Discovery   | Programul Discovery | Programul Discovery | Programul Discovery |
| ------------------- | -------------------- | --------------------- | ------------------- | ------------------- | ------------------- |
|                     |                      |                       |                     |                     |                     |
| NEAR Shoemaker 1996 | Mars Pathfinder 1996 | Lunar Prospector 1998 | Stardust 1999       | Genesis 2001        | CONTOUR 2002        |
|                     |                      |                       |                     |                     |                     |
| MESSENGER 2004      | Deep Impact 2005     | Dawn 2007             | Kepler 2009         | GRAIL 2011          | InSight 2018        |
|                     |                      |                       |                     |                     |                     |
| Lucy 2021           | Psyche 2023          |                       |                     |                     |                     |

### Lansări
Acestă secțiune include imagini cu lansarea rachetelor misiunilor Discovery și anul de lansare.
| Programul Discovery | Programul Discovery  | Programul Discovery   | Programul Discovery | Programul Discovery | Programul Discovery |
| ------------------- | -------------------- | --------------------- | ------------------- | ------------------- | ------------------- |
|                     |                      |                       |                     |                     |                     |
| NEAR Shoemaker 1996 | Mars Pathfinder 1996 | Lunar Prospector 1998 | Stardust 1999       | Genesis 2001        | CONTOUR 2002        |
|                     |                      |                       |                     |                     |                     |
| MESSENGER 2004      | Deep Impact 2005     | Dawn 2007             | Kepler 2009         | GRAIL 2011          | InSight 2018        |
|                     |                      |                       |                     |                     |                     |
| Lucy 2021           | Psyche 2023          |                       |                     |                     |                     |